# Shigefumi Mori
Shigefumi Mori (森重文 MORI Shigefumi, né le 23 février 1951 à Nagoya) est un mathématicien japonais, connu pour son travail en géométrie algébrique et en particulier pour ses travaux en classification des variétés de dimension trois.
Il a été récompensé par la médaille Fields en 1990. De 2015 à 2018 il est président de l'Union mathématique internationale.

## Travaux
Il généralisa l'approche classique de la classification des surfaces algébriques à la classification des variétés de dimension trois.
L'approche classique utilisait le concept des modèles minimaux des surfaces algébriques.
Il a constaté que le concept des modèles minimaux peut être appliqué aux variétés de dimension trois si elles possèdent quelques singularités.
L'extension des résultats de Shigefumi Mori à des dimensions supérieures à trois est appelé le programme Mori et était, encore en 2005, une branche active de la géométrie algébrique.

## Récompenses et honneurs
L'astéroïde (6979) Shigefumi porte son prénom.